# 18132 Spector
18132 Spector è un asteroide della fascia principale. Scoperto nel 2000, presenta un'orbita caratterizzata da un semiasse maggiore pari a 2,2926785 UA e da un'eccentricità di 0,1814897, inclinata di 2,79987° rispetto all'eclittica.